# 短发 (单曲)
《短髮》（日语：ショートカット）是日本女子偶像組合S/mileage的第4张单曲。2011年2月9日由hachama发售。

## 概要
- 此單曲有5個版本，分別有「初回生産限定盤A - D」和「CD ONLY」。「初回生産限定盤A - C」收錄了「短髮」的PV。
- 「初回生産限定盤A - D」收錄了B面曲「在麵包店打兼職工」，而「CD ONLY」收錄了洗牌組合蒲公英的「被義大利麵感動的女孩」。
- 在2月21日於公信榜單曲週排行榜取得第5位。

## 收錄内容

### CD（初回生産限定盤A - D）
1. 短髮
（作詞・作曲：淳君 編曲：平田祥一郎）
2. 在麵包店打兼職工（パン屋さんのアルバイト）
（作詞・作曲：淳君  編曲：鈴木俊介）
3. 短髮(Instrumental)

### CD（CD ONLY）
1. 短髮
2. 被義大利麵感動的女孩（乙女 パスタに感動）
（作詞・作曲：淳君  編曲：板垣祐介）
3. 短髮(Instrumental)

### DVD（初回生産限定盤A）
1. 短髮（Dance Shot Ver.）

### DVD（初回生産限定盤B）
1. 短髮（Image Scene Ver.）

### DVD（初回生産限定盤C）
1. 短髮（Salon Dream Ver.）